# Larry Riley
Larry Riley (Memphis, 20 giugno 1953 – Burbank, 6 giugno 1992) è stato un attore statunitense, noto per aver interpretato il ruolo di C.J. Memphis nel film Storia di un soldato e di Frank Williams nella soap opera California.
Morì di AIDS nel 1992.

## Filmografia parziale

### Cinema
- Storia di un soldato (A Soldier's Story), regia di Norman Jewison (1984)
- Crackers, regia di Louis Malle (1984)

### Televisione
- Miami Vice - serie TV, 1 episodio (1984)
- Professione pericolo (The Fall Guy) - serie TV, 1 episodio (1986)
- Ai confini della realtà (The Twilight Zone) - serie TV, 1 episodio (1986)
- Prima base (Long Gone), regia di Martin Davidson – film TV (1987)
- California (Knots Landing) - serie TV (1990-1992)